# First Division 1936-1937
La First Division 1936-1937 è stata la 45ª edizione della massima serie del campionato inglese di calcio, disputato tra il 29 agosto 1936 e il 1º maggio 1937 e concluso con la vittoria del Manchester City, al suo primo titolo.
Capocannoniere del torneo è stato Frederick Steele (Stoke City) con 33 reti.

## Stagione

### Novità
Al posto delle retrocesse Aston Villa e Blackburn sono saliti dalla Second Division il Manchester Utd e, per la prima volta nella sua storia, il Charlton.

### Avvenimenti
La prima squadra a prendere la vetta solitaria fu il Derby County dopo sette turni. I Rams condussero nelle tre giornate successive, ostacolati dallo Stoke City e dal Portsmouth, che raccolsero il testimone del Derby County alla decima giornata. I Pompey tentarono una fuga nelle giornate seguenti, inseguiti dalle outsider Brentford e Grimsby Town, quindi a partire dal quattordicesimo turno emerse il Sunderland che alla diciassettesima prese la testa della classifica. Nelle ultime giornate del girone di andata, a causa di una classifica corta, ebbe luogo una bagarre per il primo posto che vide protagoniste l'Arsenal, il Brentford, il Charlton (al suo esordio in massima divisione) e il Sunderland, che conclusero il girone in testa a pari merito con ventisei punti.
Alla seconda giornata del girone di ritorno l'Arsenal si staccò dal gruppo assumendo quindi il comando solitario della classifica, inseguiti dai rivali del Charlton che, dopo aver appaiato i Gunners alla venticinquesima, passarono in testa dopo due giornate dando il via alla fuga. Alla trentaquattresima gli Addicks furono ripresi dall'Arsenal, rimasto in scia, mentre si avvicinava alle prime posizioni il Manchester City, finora rimasto a metà classifica lontano dalla vetta. I Citizens, recuperando in due settimane quattro partite non disputate, si portarono in vetta alla classifica con quattro punti di vantaggio sull'Arsenal, assicurandosi la vittoria del loro primo titolo nazionale con una giornata di anticipo.
A fondo classifica il Leeds Utd si salvò all'ultima giornata sorpassando il Manchester Utd, che cadde in Second Division assieme allo Sheffield Weds, anch'esso condannato all'ultimo turno.

## Squadre partecipanti
| Club              | Stagione | Città          | Stadio               | Stagione precedente                   |
| ----------------- | -------- | -------------- | -------------------- | ------------------------------------- |
| Arsenal           | dettagli | Londra         | Highbury             | 6º posto in First Division            |
| Birmingham City   | dettagli | Birmingham     | St Andrew's          | 12º posto in First Division           |
| Bolton            | dettagli | Bolton         | Burnden Park         | 13º posto in First Division           |
| Brentford         | dettagli | Londra         | Griffin Park         | 5º posto in First Division            |
| Charlton          | dettagli | Londra         | The Valley           | 2º posto in Second Division, promosso |
| Chelsea           | dettagli | Londra         | Stamford Bridge      | 8º posto in First Division            |
| Derby County      | dettagli | Derby          | Baseball Ground      | 2º posto in First Division            |
| Everton           | dettagli | Liverpool      | Goodison Park        | 16º posto in First Division           |
| Grimsby Town      | dettagli | Grimsby        | Blundell Park        | 17º posto in First Division           |
| Huddersfield Town | dettagli | Huddersfield   | Leeds Road           | 3º posto in First Division            |
| Leeds Utd         | dettagli | Leeds          | Elland Road          | 11º posto in First Division           |
| Liverpool         | dettagli | Liverpool      | Anfield              | 19º posto in First Division           |
| Manchester City   | dettagli | Manchester     | Maine Road           | 9º posto in First Division            |
| Manchester Utd    | dettagli | Manchester     | Old Trafford         | 1º posto in Second Division, promosso |
| Middlesbrough     | dettagli | Middlesbrough  | Ayresome Park        | 14º posto in First Division           |
| Portsmouth        | dettagli | Portsmouth     | Fratton Park         | 10º posto in First Division           |
| Preston N.E.      | dettagli | Preston        | Deepdale             | 7º posto in First Division            |
| Sheffield Weds    | dettagli | Sheffield      | Hillsborough Stadium | 20º posto in First Division           |
| Stoke City        | dettagli | Stoke-on-Trent | Victoria Ground      | 4º posto in First Division            |
| Sunderland        | dettagli | Sunderland     | Roker Park           | 1º posto in First Division            |
| West Bromwich     | dettagli | Londra         | The Hawthorns        | 18º posto in First Division           |
| Wolverhampton     | dettagli | Wolverhampton  | Molineux Stadium     | 15º posto in First Division           |

## Classifica finale
|       | Pos. | Squadra           | Pt | G  | V  | N  | P  | GF  | GS | Med   |
| ----- | ---- | ----------------- | -- | -- | -- | -- | -- | --- | -- | ----- |
|       | 1.   | Manchester City   | 57 | 42 | 22 | 13 | 7  | 107 | 61 | 1.754 |
|       | 2.   | Charlton          | 54 | 42 | 21 | 12 | 9  | 58  | 49 | 1.184 |
|       | 3.   | Arsenal           | 52 | 42 | 18 | 16 | 8  | 80  | 49 | 1.633 |
|       | 4.   | Derby County      | 49 | 42 | 21 | 7  | 14 | 96  | 90 | 1.067 |
|       | 5.   | Wolverhampton     | 47 | 42 | 21 | 5  | 16 | 84  | 67 | 1.254 |
|       | 6.   | Brentford         | 46 | 42 | 18 | 10 | 14 | 82  | 78 | 1.051 |
|       | 7.   | Middlesbrough     | 46 | 42 | 19 | 8  | 15 | 74  | 71 | 1.042 |
| [ 3 ] | 8.   | Sunderland        | 44 | 42 | 19 | 6  | 17 | 89  | 87 | 1.023 |
|       | 9.   | Portsmouth        | 44 | 42 | 17 | 10 | 15 | 62  | 66 | 0.939 |
|       | 10.  | Stoke City        | 42 | 42 | 15 | 12 | 15 | 72  | 57 | 1.263 |
|       | 11.  | Birmingham City   | 41 | 42 | 13 | 15 | 14 | 64  | 60 | 1.067 |
|       | 12.  | Grimsby Town      | 41 | 42 | 17 | 7  | 18 | 86  | 81 | 1.062 |
|       | 13.  | Chelsea           | 41 | 42 | 14 | 13 | 15 | 52  | 55 | 0.945 |
|       | 14.  | Preston N.E.      | 41 | 42 | 14 | 13 | 15 | 56  | 67 | 0.836 |
|       | 15.  | Huddersfield Town | 39 | 42 | 12 | 15 | 15 | 62  | 64 | 0.969 |
|       | 16.  | West Bromwich     | 38 | 42 | 16 | 6  | 20 | 77  | 98 | 0.786 |
|       | 17.  | Everton           | 37 | 42 | 14 | 9  | 19 | 81  | 78 | 1.038 |
|       | 18.  | Liverpool         | 35 | 42 | 12 | 11 | 19 | 62  | 84 | 0.738 |
|       | 19.  | Leeds Utd         | 34 | 42 | 15 | 4  | 23 | 60  | 80 | 0.750 |
|       | 20.  | Bolton            | 34 | 42 | 10 | 14 | 18 | 43  | 66 | 0.652 |
|       | 21.  | Manchester Utd    | 32 | 42 | 10 | 12 | 20 | 55  | 78 | 0.705 |
|       | 22.  | Sheffield Weds    | 30 | 42 | 9  | 12 | 21 | 53  | 69 | 0.768 |

Legenda:
      Campione d'Inghilterra.
      Retrocessa in Second Division.
Regolamento:
Due punti a vittoria, uno a pareggio, zero a sconfitta.
A parità di punti le squadre venivano classificate secondo il quoziente reti.

## Risultati

### Tabellone
|                   | Ars  | Bir  | Bol  | Bre  | Cha  | Che  | Der  | Eve  | Gri  | Hud  | Lee  | Liv  | MaC  | MaU  | Mid  | Por  | PNE  | ShW  | Sto  | Sun  | WBA  | Wol  |
| ----------------- | ---- | ---- | ---- | ---- | ---- | ---- | ---- | ---- | ---- | ---- | ---- | ---- | ---- | ---- | ---- | ---- | ---- | ---- | ---- | ---- | ---- | ---- |
| Arsenal           | –––– | 1-1  | 0-0  | 1-1  | 1-1  | 4-1  | 2-2  | 3-2  | 0-0  | 1-1  | 4-1  | 1-0  | 1-3  | 1-1  | 5-3  | 4-0  | 4-1  | 1-1  | 0-0  | 4-1  | 2-0  | 3-0  |
| Birmingham City   | 1-3  | –––– | 1-1  | 4-0  | 1-2  | 0-0  | 0-1  | 2-0  | 2-3  | 4-2  | 2-1  | 5-0  | 2-2  | 2-2  | 0-0  | 2-1  | 1-0  | 1-1  | 2-4  | 2-0  | 1-1  | 1-0  |
| Bolton            | 0-5  | 0-0  | –––– | 2-2  | 2-1  | 2-1  | 1-3  | 1-2  | 1-2  | 2-2  | 2-1  | 0-1  | 0-2  | 0-4  | 1-3  | 1-0  | 0-0  | 1-0  | 0-0  | 1-1  | 4-1  | 1-2  |
| Brentford         | 2-0  | 2-1  | 2-2  | –––– | 4-2  | 1-0  | 6-2  | 2-2  | 2-3  | 1-1  | 4-1  | 5-2  | 2-6  | 4-0  | 4-1  | 4-0  | 1-1  | 2-1  | 2-1  | 3-3  | 2-1  | 3-2  |
| Charlton          | 0-2  | 2-2  | 1-0  | 2-1  | –––– | 1-0  | 2-0  | 2-0  | 1-0  | 1-0  | 1-0  | 1-1  | 1-1  | 3-0  | 2-2  | 0-0  | 3-1  | 1-0  | 2-0  | 3-1  | 4-2  | 4-0  |
| Chelsea           | 2-0  | 1-3  | 0-1  | 2-1  | 3-0  | –––– | 1-1  | 4-0  | 3-2  | 0-0  | 2-1  | 2-0  | 4-4  | 4-2  | 1-0  | 1-1  | 0-0  | 1-1  | 1-0  | 1-3  | 3-0  | 0-1  |
| Derby County      | 5-4  | 3-1  | 3-0  | 2-3  | 5-0  | 1-1  | –––– | 3-1  | 3-1  | 3-3  | 5-3  | 4-1  | 0-5  | 5-4  | 0-2  | 1-3  | 1-2  | 3-2  | 2-2  | 3-0  | 1-0  | 5-1  |
| Everton           | 1-1  | 3-3  | 3-2  | 3-0  | 2-2  | 0-0  | 7-0  | –––– | 3-0  | 2-1  | 7-1  | 2-0  | 1-1  | 2-3  | 2-3  | 4-0  | 2-2  | 3-1  | 1-1  | 3-0  | 4-2  | 1-0  |
| Grimsby Town      | 1-3  | 1-1  | 3-1  | 2-0  | 0-1  | 3-0  | 3-4  | 1-0  | –––– | 2-2  | 4-1  | 2-1  | 5-3  | 6-2  | 5-1  | 1-0  | 6-4  | 5-1  | 1-3  | 6-0  | 2-3  | 1-1  |
| Huddersfield Town | 0-0  | 1-1  | 2-0  | 1-1  | 1-2  | 4-2  | 2-0  | 0-3  | 0-3  | –––– | 3-0  | 4-0  | 1-1  | 3-1  | 2-0  | 1-2  | 4-2  | 1-0  | 2-1  | 2-1  | 1-1  | 4-0  |
| Leeds Utd         | 3-4  | 0-2  | 2-2  | 3-1  | 2-0  | 2-3  | 2-0  | 3-0  | 2-0  | 2-1  | –––– | 2-0  | 1-1  | 2-1  | 5-0  | 3-1  | 1-0  | 1-1  | 2-1  | 3-0  | 3-1  | 0-1  |
| Liverpool         | 2-1  | 2-0  | 0-0  | 2-2  | 1-2  | 1-1  | 3-3  | 3-2  | 7-1  | 1-1  | 3-0  | –––– | 0-5  | 2-0  | 0-2  | 0-0  | 1-1  | 2-2  | 2-1  | 4-0  | 1-2  | 1-0  |
| Manchester City   | 2-0  | 1-1  | 2-2  | 2-1  | 1-1  | 0-0  | 3-2  | 4-1  | 1-1  | 3-0  | 4-0  | 5-1  | –––– | 1-0  | 2-1  | 3-1  | 4-1  | 4-1  | 2-1  | 2-4  | 6-2  | 4-1  |
| Manchester Utd    | 2-0  | 1-2  | 1-0  | 1-3  | 0-0  | 0-0  | 2-2  | 2-1  | 1-1  | 3-1  | 0-0  | 2-5  | 3-2  | –––– | 2-1  | 0-1  | 1-1  | 1-1  | 2-1  | 2-1  | 2-2  | 1-1  |
| Middlesbrough     | 1-1  | 3-1  | 2-0  | 3-0  | 1-1  | 2-0  | 1-3  | 2-0  | 0-0  | 5-0  | 4-2  | 3-3  | 2-0  | 3-2  | –––– | 2-2  | 2-1  | 2-0  | 1-0  | 5-5  | 4-1  | 1-0  |
| Portsmouth        | 1-5  | 2-1  | 1-1  | 1-3  | 0-1  | 4-1  | 1-2  | 2-2  | 2-1  | 1-0  | 3-0  | 6-2  | 2-1  | 2-1  | 2-1  | –––– | 0-1  | 1-0  | 1-0  | 3-2  | 5-3  | 1-1  |
| Preston N.E.      | 1-3  | 2-2  | 1-2  | 1-1  | 0-0  | 1-0  | 5-2  | 1-0  | 3-2  | 1-1  | 1-0  | 3-1  | 2-5  | 3-1  | 2-0  | 1-1  | –––– | 1-1  | 0-1  | 2-0  | 3-2  | 1-3  |
| Sheffield Weds    | 0-0  | 0-3  | 2-0  | 0-2  | 3-1  | 1-1  | 2-3  | 6-4  | 2-1  | 2-2  | 1-2  | 1-2  | 5-1  | 1-0  | 1-0  | 0-0  | 0-1  | –––– | 0-0  | 2-0  | 2-3  | 1-3  |
| Stoke City        | 0-0  | 2-0  | 2-2  | 5-1  | 1-1  | 2-0  | 1-2  | 2-1  | 2-0  | 1-1  | 2-1  | 1-1  | 2-2  | 3-0  | 6-2  | 2-4  | 0-2  | 1-0  | –––– | 5-3  | 10-3 | 2-1  |
| Sunderland        | 1-1  | 4-0  | 3-0  | 4-1  | 1-0  | 2-3  | 3-2  | 3-1  | 5-1  | 3-2  | 2-1  | 4-2  | 1-3  | 1-1  | 4-1  | 3-2  | 3-0  | 2-1  | 3-0  | –––– | 1-0  | 6-2  |
| West Bromwich     | 2-4  | 3-2  | 0-2  | 1-0  | 1-2  | 2-0  | 1-3  | 2-1  | 4-2  | 2-1  | 3-0  | 3-1  | 2-2  | 1-0  | 3-1  | 3-1  | 0-0  | 2-3  | 2-2  | 6-4  | –––– | 2-1  |
| Wolverhampton     | 2-0  | 2-1  | 2-3  | 4-0  | 6-1  | 1-2  | 3-1  | 7-2  | 5-2  | 3-1  | 3-0  | 2-0  | 2-1  | 3-1  | 0-1  | 1-1  | 5-0  | 4-3  | 2-1  | 1-1  | 5-2  | –––– |

## Statistiche

### Squadre

#### Primati stagionali
- Maggior numero di vittorie:  Manchester City (22)
- Minor numero di sconfitte:  Manchester City (7)
- Migliore attacco:  Manchester City (107 goal fatti)
- Miglior difesa:  Charlton,  Arsenal (49 reti subite)
- Miglior media goal:  Manchester City (1.754)
- Maggior numero di pareggi:  Arsenal (16)
- Minor numero di pareggi:  Leeds (4)
- Maggior numero di sconfitte:  Leeds (23)
- Minor numero di vittorie:  Sheffield Weds (9)
- Peggior attacco:  Bolton (43 reti segnate)
- Peggior difesa:  West Bromwich (98 reti subite)